# 쿤디나마르카주

쿤디나마르카 주

쿤디나마르카주(스페인어: Departamento de Cundinamarca)는 콜롬비아 중부에 위치한 주로 주도는 보고타(콜롬비아의 수도이기도 함)이며 면적은 24,210km2, 인구는 2,598,245명(2013년 기준), 인구 밀도는 110명/km2이다. 1857년 6월 15일에 신설되었으며 15개 현을 관할한다. 주 이름은 원주민 언어인 치브차어(Chibcha)로 "콘도르의 둥지"를 뜻한다.
북쪽으로는 보야카 주, 남동쪽으로는 메타 주, 서쪽으로는 칼다스 주와 톨리마 주, 남쪽으로는 우일라 주와 접한다. 주도 보고타는 별도의 행정 구역으로 존재한다.

주기
주 문장